# Academia.edu
Academia.edu ist ein 2008 von Richard Price gegründetes US-amerikanisches Unternehmen, das einen kommerziellen Dokumentenserver betreibt. Academia.edu versteht sich als Plattform für wissenschaftliche Artikel, die von Autoren selbst hochgeladen und verwaltet werden. Eine weitere Funktionalität besteht darin, über einen Follow-Button den Aktivitäten anderer Nutzer folgen zu können. 2019 gab es weit über 100 Millionen Nutzer weltweit.

## Funktionen
Academia.edu wurde im Rahmen des Open Science Summit 2012 als „zukunftsfähige Plattform“ bezeichnet, die sowohl die Geschwindigkeit in der Wissenschaftskommunikation erhöht als auch die Kosten senkt. Die Plattform ist minimalistisch gestaltet und gewinnt monatlich neue Nutzer hinzu. Anders als bei etablierten Preprint-Servern wie ArXiv ist der Dokumentenupload einfach gehalten. Auch Nicht-Universitätsangehörige können sich über ein Google-Konto anmelden. Sie erhalten dann in der URL ein vorangestelltes „independent“ zu ihrem Profil. Während ResearchGate eventuell eher eine etwas stärkere Verbreitung in den Natur-, Sozial- und Humanwissenschaften (inklusive Psychologie) hat, hat Academia.edu eher einen Schwerpunkt bei den Geisteswissenschaften. Allerdings gleichen sich die inhaltlichen Profile beider Wissenschaftsnetzwerke an, so dass dies nur begrenzt ein Auswahlkriterium darstellt. In einer 2016 vom Magazin Times Higher Education durchgeführten Umfrage mit 20.670 Teilnehmern weltweit wurde allerdings ResearchGate als das führende Netzwerk genannt und war damit von der Gesamtgröße her etwa doppelt so populär wie das zweitmeistgenutzte akademische Netzwerk Academia.edu. Nicht unberücksichtigt bleiben darf, dass viele, auch Top-Wissenschaftler und Professoren, beide Plattformen benutzen.
2015 wurde eine Funktion namens „Draft Session“ hinzugefügt, die das Kommentieren von PDF-Dokumenten ermöglichte.

## Kritik
Academia.edu wurde mehrmals vom Elsevier Verlag mit sogenannten „Takedown“-Anfragen konfrontiert. Vorgeworfen wurde Academia.edu, dass seine Nutzer dort urheberrechtlich geschützte Dokumente hochgeladen haben. Auf die Takedown-Anfragen hat Academia.edu reagiert und die entsprechenden Dokumente vom Netz genommen, außerdem wurden die Nutzer informiert, was einige Autoren verärgert hat.
Einen eigenen Artikel bei Academia.edu hochzuladen ist keine Bereitstellung im Sinne der Selbstarchivierung und dem Grünen Weg von Open Access. Für den Download wäre weiterhin eine Registrierung auf der Plattform erforderlich.
Academia.edu steht in der Kritik, weil das Unternehmen als Spam empfundene Nachrichten versendet. Dies betrifft unter anderem Co-Autoren, die selbst noch nicht Mitglied sind.
Bei Academia sind einige Serviceleistungen eines wissenschaftlichen Netzwerks (Anzeige der Verweise in anderen Schriften etc.), die es bei anderen wissenschaftlichen Netzwerken (etwa ResearchGate) teilweise kostenlos gibt, nur mit einer kostenpflichtigen Premium-Mitgliedschaft (gegenwärtig 99 US-Dollar pro Jahr) zugänglich und man erhält bei Diensten (etwa einer Erwähnung in anderen Texten) zwar E-Mails, wird beim Weiterklicken dann aber regelmäßig darauf hingewiesen, dass man auf die bezahlte Version umsteigen muss, um die in den E-Mails beworbenen Dienste überhaupt nutzen zu können.
Die Webseite finanziert sich über Werbung und über die oben erwähnten Premiummitgliedschaften. So wird großflächige, animierte Bannerwerbung geschaltet.
Academia.edu steht zudem in der Kritik, intransparent zu agieren. So deutet beispielsweise die Top-Level-Domain .edu irrtümlich auf eine öffentliche Universität hin, tatsächlich handelt es sich allerdings um ein kommerzielles Unternehmen mit Sitz in San Francisco. Es gab daher mehrfach Aufrufe, Academia.edu zu boykottieren, beispielsweise durch einen Artikel, den die Zeitschrift Forbes publizierte.
Stand 2022 sammelt Academia.edu potenzielle Publikationen von Wissenschaftlern basierend auf ihren Namen. Wenn Nutzer häufige Namen haben und dadurch mehrere Wissenschaftler den gleichen Namen haben, bekommen die Nutzer häufig sogenannte „mentions“ (Erwähnungen) und sollen zuordnen, welche davon tatsächlich ihren eigenen Publikationen entsprechen und welche nicht. Dies zu tun erfordert jedoch einen monatlich oder jährlich bezahlten Premium-Account. Ohne solche Bezahlung sind die Nutzer nicht in der Lage zu überprüfen, welche „mentions“ ihren Accounts zugeordnet werden und welche nicht. Den eigenen Account auf dem neuesten Stand und fehlerfrei zu halten, ist daher ohne bezahlten Account fast nicht möglich.

## Verlagstätigkeit
Seit 2020 betätigt sich Academia.edu auch als Open-Access-Verlag und brachte zunächst Academia Letters heraus, ab 2022 wurde dieses Publikationsmedium durch weitere Open-Access-Zeitschriften ersetzt, die jeweils Academia im Namen tragen (z. B. Academia Biology). Alle Artikel stehen unter CC-BY 4.0, die Article processing charges betragen zwischen 0 und 2000 €.